# 纳冈
纳冈（英語：Nagaon），是印度阿萨姆邦纳冈县的一个城镇。总人口107471（2001年）。

## 人口
该地2001年总人口107471人，其中男性56888人，女性50583人；0—6岁人口11022人，其中男5632人，女5390人；识字率77.18%，其中男性为81.09%，女性为72.79%。